# Herman von Gegerfelt
Herman Georg von Gegerfelt, född 18 augusti 1817 i Göteborg, död 30 april 1886 i Jönköping, var en svensk jurist och riksdagsman.
von Gegerfelt var president i Göta hovrätt 1878–1883. Under sin tid som riksdagsman var han ledamot av både ståndsriksdagen 1850–1866 och första kammaren 1867–1889, i senare fallet för Jönköpings läns valkrets.